# In Solitude
Gli In Solitude sono stati un gruppo musicale svedese heavy metal, fondato a Uppsala.

## Storia
Gli In Solitude si formarono nel 2002: la formazione consisteva di Henrik Helenius, Niklas Lindström, Gottfrid Åhman, e Uno Bruniusson. In seguito si unì Pelle Åhman alla voce. Prima di ottenere un contratto con la Metal Blade Records nel 2010, avevano pubblicato già due demo, un album in studio e un EP, gli ultimi con la High Roller Records e la Pure Steel Records, e avevano partecipato ai festival Keep It True, Up the Hammers, Pounding Metal, Metal Magic e Hell's Pleasures per promuovere il loro primo album. Il loro secondo album, The World. The Flesh. The Devil., fu pubblicato l'anno successivo e ottenne recensioni positive. Decibel Magazine lo inserì nella lista Top 40 Extreme Albums of 2011, e il giornale Terrorizer lo descrisse come "finemente prodotto, orientato sull'occulto, heavy metal melodico della più alta categoria"," e fu considerato "5th Best Metal Blade Album Ever". La band andò in tour per promuoverlo, esibendosi anche al Wacken Open Air, Hole in the Sky, and Roadburn, e in Gran Bretagna con gli Amon Amarth, più un tour in America come parte del Decibel Magazine Tour, anche come supporto per i Down.
Nel 2013 gli In Solitude registrarono e pubblicarono il loro terzo album, Sister. L'album ottenne un punteggio medio di 78/100 su Metacritic e fu inserito nelle liste Top 40 Extreme Albums of 2013 del giornale Decibel, 20 Best Metal Albums of 2013 del Rolling Stone, e nella Top 40 Best Metal Albums of 2013 di Pitchfork. Supportarono il tour nordamericano dei Watain ad ottobre. Nell'ottobre 2013 fu confermato che avrebbero supportato i Behemoth e i Cradle of Filth nel loro tour europeo a febbraio 2014.
Nell'aprile 2015, in un post su Facebook, il gruppo dichiarò lo scioglimento definitivo per motivi personali.

## Formazione

### Ultima formazione
- Niklas Lindström – chitarra (2002–2015)
- Gottfrid Åhman – basso (2002–2015)
- Uno Bruniusson – batteria (2002–2015)
- Pelle "Hornper" Åhman – voce (2003–2015)
- Henrik Palm – chitarra elettrica (2010–2015)

### Ex componenti
- Henrik Helenius – chitarra, voce (2002–2005)
- Mattias Gustavsson – chitarra, voce (2006–2009)

## Discografia

### Album in studio
- 2008 - In Solitude
- 2011 - The World. The Flesh. The Devil.
- 2013 - Sister

### EP
- 2009 - 7th Ghost

### Singoli
- 2008 - Hidden Dangers
- 2012 - Mother of Mercy
- 2013 - Lavender